# Bernhard Pabst
Bernhard Pabst (* 1960 in Ansbach) ist ein deutscher Mittellateinischer Philologe.

## Leben
Er studierte, gefördert durch ein Hochbegabtenstipendium des Freistaates Bayern, von 1980 bis 1985 lateinische Philologie des Mittelalters, lateinische Philologie und Philosophie an der Friedrich-Alexander-Universität Erlangen-Nürnberg, wo er 1985 die Magisterprüfung ablegte. Von 1985 bis 1990 absolvierte er, gefördert durch ein Promotionsstipendium des Freistaates Bayern, ein Promotionsstudium an der Universität Erlangen-Nürnberg, wo mit dem Prädikat summa cum laude 1991 zum Dr. phil. promoviert wurde. Von Wintersemester 1991/1992 bis Sommersemester 1994 lehrte er als Lehrbeauftragter (mit Bezahlung) an der Friedrich-Schiller-Universität Jena mit eigenständigen Durchführung der gesamten Lehre (6 Wochenstunden) auf den Gebieten Mittellatein, Neulatein und Rezeptionsgeschichte der antiken Literatur. Die Deutsche Forschungsgemeinschaft förderte ihn von 1995 bis 1998 mit einem Habilitandenstipendium.  Nach der Habilitation (Vortrag und Kolloquium) 2000 an der Universität zu Köln und Einführungsvorlesung 2001 wurde er  zum Privatdozenten ernannt und die venia legendi für das Fach Lateinische Philologie des Mittelalters ihm verliehen. Im Sommersemester 2002 vertrat er die Oberassistentur am Institut für Alte Sprachen Mittellatein und Neulatein der Friedrich-Alexander-Universität Erlangen-Nürnberg. Von Wintersemester 2002/2003-Sommersemester 2003 vertrat er den Lehrstuhl für Lateinische Philologie des Mittelalters an der Ludwig-Maximilians-Universität München. Im Wintersemester 2007/2008 wurde er zum außerplanmäßigen Professor ernannt.

## Schriften (Auswahl)
- Johann Wilhelm Gadendam, Historia Academiae Fridericianae Erlangensis. Geschichte der Friedrichs-Akademie zu Erlangen (= Erlanger Forschungen. Band 3). Universitätsbund Erlangen-Nürnberg, Erlangen 1993, DNB 930584236.
- Atomtheorien des lateinischen Mittelalters. Wiss. Buchges., Darmstadt 1994, ISBN 3-534-12078-7.
- Prosimetrum. Tradition und Wandel einer Literaturform zwischen Spätantike und Spätmittelalter (= Ordo. Band 4). Böhlau, Köln 1994, ISBN 3-412-01492-3 (zugleich Dissertation, Erlangen-Nürnberg 1991).
- Gregor von Montesacro und die geistige Kultur Süditaliens unter Friedrich II., mit text- und quellenkritischer Erstedition der Vers-Enzyklopädie Peri ton anthropon theopiisis (De hominum deificatione) (= Montesacro-Forschungen. Band 2). Steiner, Stuttgart 2002, ISBN 3-515-07909-2 (zugleich Habilitationsschrift, Köln 2000).
- mit Wolfgang Degen: Petrus Hispanus, Logische Abhandlungen. Tractatus / Summulae logicales. Philosophia, München 2006, ISBN 3-88405-005-2.
  - mit Wolfgang Degen: Petrus Hispanus, Logische Abhandlungen. Tractatus / Summulae logicales. Philosophia, München 2010, ISBN 978-3-88405-005-7.